# 215 a. C.
El año 215 a. C. fue un año del calendario romano prejuliano. En el Imperio romano se conocía como el año 539 ab urbe condita.

## Acontecimientos
- Consulados de Tiberio Sempronio Graco y Lucio Postumio Albino, cos. III, en la Antigua Roma.[1]
- Derrota de Asdrúbal Barca en la batalla de Dertosa, que evita la llegada de refuerzos a Aníbal.
- Hispania Romana. Batalla junto a Ampurias. Los romanos cruzan el Ebro y marchan hasta el alto Guadalquivir.
- Batalla de Cornus entre Cartago y la República romana.
- Inicio de las guerras entre Macedonia y Roma.
- Se empieza a construir la Gran Muralla China.

## Fallecimientos
- Apolonio de Rodas, épico griego.
- Hierón II, soberano de Siracusa.